# Квітневе повстання в Болгарії (1876)
Квітневе повстання (болг. Априлско въстание) — національно-визвольне повстання проти османського ярма в Болгарії, яке тривало з 18 квітня по 23 травня 1876 року, жорстоко придушене османськими військами, зокрема башибузуками. Повстання стало однією з причин російсько-османської війни 1877—1878 років.

## Підготовка до повстання
У 1869 році болгарський революціонер Васил Левський і письменник та журналіст Любен Каравелов створили в Бухаресті Болгарський революційний центральний комітет (БРЦК). Згодом вони перенесли його діяльність в Болгарію, створивши нелегальну «Внутрішню революційну організацію». Її діяльність координували зв'язкові-«апостоли», які прибували з-за кордону. Кінцевою метою БРЦК було загальнонаціональне повстання, для якого накопичувались сили.
22 вересня 1872 року Дімітар Обшті пограбував османський поштовий конвой на Арабконацькому перевалі. На допиті, намагаючись надати цьому нападові не кримінального, а політичного характеру, Обшті підтвердив існування мережі підпільних організацій. Він також назвав їхні адреси та керівний склад. Арешти, які сталися після зізнань Дімітара Обшті, викликали паніку в БРЦК. Любен Каравелов вимагав від Васила Левського негайно розпочати збройне повстання. Однак Васила Левського наприкінці 1872 року видав зрадник, і в лютому наступного року його стратили.
Страта Васила Левського деморалізувала БРЦК. Любен Каравелов втратив вплив у комітеті, вийшов з нього й надалі провадив тільки просвітницьку діяльність. БРЦК очолили прибічники радикальних методів Васила Левського, які гостро критикували Любена Каравелова за його поміркованість і схильність до компромісів. Чільне місце серед них посідав революційний демократ, видатний поет і публіцист Христо Ботев. У його творах з особливою силою проголошувалась ідея незалежності та духовного відродження болгарського народу. На сторінках газет «Будилник» та «Змаліє», які він видавав, Христо Ботев обстоював необхідність негайної всенародної революції. Діяльність Христо Ботева та його прихильників, безумовно, сприяла тому, що протягом 70-х років XIX ст. провідну роль у визвольному русі став відігравати революційний напрям, а ідеї незалежності знаходили відгук в усіх верствах болгарського суспільства.
У 1875 році в Боснії та Герцеговині спалахнуло потужне антиосманське повстання. Воно луною відгукнулося в Болгарії, де місцеві комітети взялися готувати аналогічні виступи. У вересні 1875 року повстали мешканці Старої Загори, якими керував соратник Христо Ботева — Стефан Стамболов. Але, внаслідок того, що османській владі стало відомо про підготовку до виступу, його початок довелося перенести на 1 травня 1876 року.
У листопаді 1875 року БЦРК, який перебував у румунському місті Джурджу, ухвалив рішення про поділ болгарської території на чотири революційних округи — Тирновський (I), Сливенський (II), Врачанський (III) і Пловдивський (IV). Для керівництва округами були обрані «Апостоли свободи» (керівники повстання) з помічниками. Апостолом свободи Тирновського округу, з центром Горішня Оряховиця, був обраний Стефан Стамболов, Сливенського — Іларіон Драгостинов, Врачанського — Стефан Заїмов, Пловдивського — Панайот Волов.
У січні 1876 року апостоли свободи та їхні помічники почали переїздити до Болгарії. Під їхнім керівництвом селяни заготовляли для повстанців продовольство, ремісники відливали кулі, шили амуніцію. Найгірше було зі зброєю. Частину гвинтівок було закуплено БЦРК на кошти болгарської діаспори в Європі, але з її постачанням виникли серйозні проблеми. Так, велика партія з 86 голчастих рушниць була перехоплена османами в Базарджику. До початку виступу близько 5 тисяч бійців вдалося забезпечити рушницями та гвинтівками. Решта користувалися саморобними піками, сокирами, косами. Іноді під час боїв жінки кидали в обличчя османам завчасно висушений пекучий перець.
Також повстанці намагалися обзавестися артилерією. Стволи гармат виготовлялися з видовбаного черешневого дерева, колеса з дубу. Іноді стволи черешневих гармат стягувались металевими обручами, в інших випадках у них вставлялися мідні трубки, що дозволяло витримувати від одного до трьох пострілів. Для стрільби використовували гирі від терезів, які летіли на 70–80 метрів. Загалом відомо про 13 черешневих гармат, дві із яких були захоплені османами як трофеї.
14 квітня 1876 року відбулися перші в історії Болгарії Великі Народні Збори в лісовій місцевості Обориште, неподалік від Панагюриште. У них взяли участь близько 75 чоловік із 60 населених пунктів Південної Болгарії: селяни, міщани, ремісники і духовенство, навіть деякі чорбаджиї. Збори затвердили повноваження апостолів на керівництво повстанням. Було визначено термін — 11 травня — і прийнято відозву до населення.

## Перебіг подій

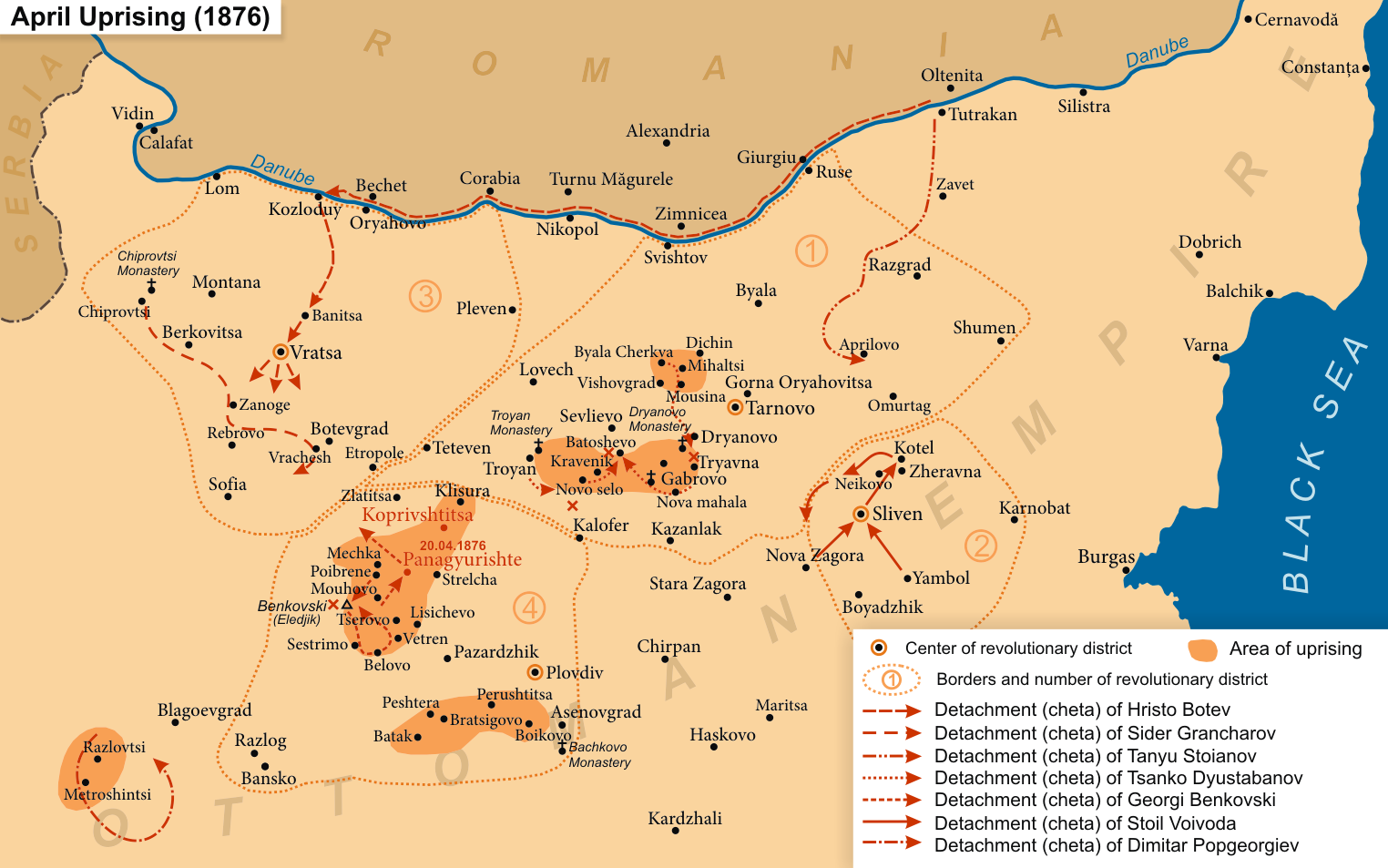
Мапа Квітневого повстання

19 квітня 1876 року крамар із села Балдево Ненко Стоянов сповістив османську владу про підготовку повстання в Копривштиці. Того ж дня загін османських заптіїв (поліцаїв) здійснив спробу заарештувати керівників повстання, зокрема Тодора Каблешкова, голову місцевого таємного революційного комітету. За його наказом близько 10 години ранку 20 квітня вдарили дзвони міської церкви, сповістивши про початок Квітневого повстання в Болгарії.
Лідерами повстанців, які створили Тимчасовий уряд, стали Георгій Тиханек, який здійснив вбивство османського жандарма на Калачовому мосту, і апостол Пловдивського округу Георгі Бенковський, який на той час перебував з кінним «летючим» загоном в Панагюриште. Йому було адресовано послання Тодора Каблешкова, відоме як «кривавий лист». Згодом Квітневе повстання охопило Клисуру, Старо Ново село і Стрелчу.
21 квітня повстанням були охоплені 32 села і міста. Найбільшого розмаху повстання набуло в Південній Болгарії, головними центрами повстання стали міста Панагюриште, Копривштиця, села Батак і Перуштиця. В інших частинах країни повстання звелося до розрізнених нападів на османські загони. Османська адміністрація діяла оперативно, використовуючи в каральних операціях крім поліцаїв регулярні частини («низам»), резервні війська («редиф»), мусульманське ополчення («мустахфіз») і загони іррегулярних військ («башибузуки»).
22 квітня 1876 року в Панагюриште було освячено повстанське знамено з девізом «Свобода або смерть!», зшите місцевою вчителькою Райною Георгієвою Футековою. Звільнені території поступово поширилися на захід від Панагюриште, охопили ряд сіл, розташованих на південь від Пазарджика та на північний схід від Пловдива.
Османська влада вжила термінових заходів для придушення повстання. Було оголошено повну мобілізацію магометанського населення в Південній Болгарії, перекинуті додаткові військові частини з Малої Азії. Вже 23 квітня башибузуцькі загони дали бій повстанцям поблизу села Стрелча. Три дні потому армія Тосун бея захопила і спалила Клисуру, а до Єленджика прибули значні османські сили. 27 квітня башибузуки захопили і спалили село Перуштиця, захисники якого перетворили ледь не кожен будинок на фортецю.
30 квітня 1876 року після чотириденних боїв та артилерійського обстрілу османські війська захопили Панагюриште, в якому переховувались мешканці 20 навколишніх сіл. Бої набули жорстокого характеру і тривали за кожен будинок. Основними пунктами добре озброєних та підготовлених повстанців стали будинок Делчо Ширкова (де тримав оборону Тодор Гайдук) і будинок Делчо Хаджи Симеонова (де забарикадувались Рад Клисар і сотник Стоян Пиков). Володіючи трофейними османськими гвинтівками, захисники влучними пострілами знищили близько 200 османських солдатів, зокрема декількох офіцерів. За наказом командира османських карателів Хафіза-паші Панагюриште було повністю спалено.

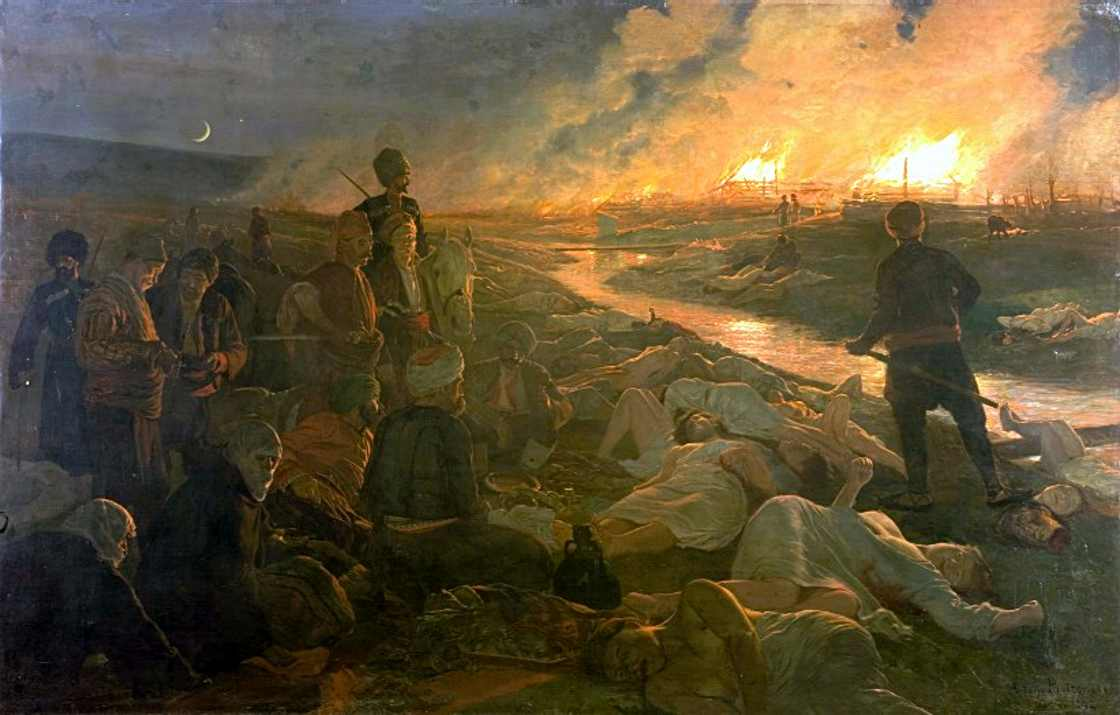
Антоній Адам Піотровський. Батакська різанина (1889)

Також османські війська оволоділи містами Брацигово і Батак. Лише в Батаку за декілька діб було вирізано або спалено живцем понад 3 тисячі осіб.
Після загибелі 12 травня в бою Георгі Бенковського повстання в Пловдивському окрузі було фактично придушено.
У той час, коли у Четвертому окрузі тривали оборонні бої, «кривавий лист» було передано до Тирновського та Сливенського революційних округів, але в них заколот так і не досяг серйозного масштабу. Рішення про підняття повстання у Першому окрузі було ухвалено 28 квітня, але ще за день до цього місцева влада вчинила арешти повстанських керівників у містах Горішня Оряховиця, Тирново, Севлієво і Троян. Незважаючи на це, повстання було оголошено у селищах Бяла Черква, Михалці та Мусина. Повстанський загін під проводом отця Харитона виявився оточеним за стінами Дрянівського монастиря, а опір повстанців тривав цілих дев'ять днів. Трагічною виявилася доля двох інших загонів, сформованих у районі Першого революційного округу — Тирновського під проводом Цанко Дюстабанлієва і Тревненського — на чолі з Христо Патревим. До боротьби за визволення підключилися й села Ново-Село, Кривеник і Батошево, але й там повстання було жорстоко придушено, а Батошевський монастир було спалено та пограбовано 9 травня.
У Другому революційному окрузі масове повстання так і не відбулося, тому що османська поліція ще до прибуття «кривавого листа» заарештувала революційних діячів у місті Сливен. Враховуючи ці обставини, Іларіон Драгостинов та Георгі Обретенов приєдналися до загону Стоїла воєводи, який після тривалого переслідування був оточений та розбитий 13 травня. У Врачанському окрузі (Третьому) підняти повстання не вдалося.
Завершальним акордом повстання стала діяльність загону Христо Ботева. 17 травня 1876 року близько 200 повстанців на чолі з Ботевим, заволодівши австрійським пароплавом «Радецький», перепливли Дунай і висадилися на його болгарському березі біля села Козлодуй. З метою сповіщення світової громадськості про місію четників було розіслано відповідну інформацію до низки зарубіжних газет. Четники вирушили вглиб країни, але 20 травня були розгромлені переважаючими османськими військами. У бою загинув і ватажок загону Христо Ботев. У червні 1876 року повстання проти османського режиму було придушено силами карателів.

## Наслідки
У травні 1876 року в Берліні на нараді представників Російської імперії, Австро-Угорщини та Німеччини було запропоновано проєкт автономії підвладних Османській імперії християнських народів, зокрема й Болгарії. Результатом зустрічі став меморандум, який вимагав від османського уряду укласти двомісячне перемир'я з повстанцями, залишити османські війська лише в декількох населених пунктах, надати допомогу повстанцям у відновленні житла і господарства, визнати за ними право зберігання зброї. Берлінський меморандум був підтриманий Францією та Італією. Однак загострення становища в Османській імперії та на Балканах призвели до відтермінування вручення уряду султана меморандуму, який втратив своє значення і більше не висувався.
За даними офіційного звіту османської влади, під час придушення Квітневого повстання було вбито 3100 християн і 400 мусульман. Велика Британія офіційно визнала кількість християнських жертв у 12 тисяч осіб, США — у 15 тисяч осіб. Більш пізні болгарські джерела дають оціночні цифри трагедії — від 30 до 60 тисяч чоловік.
Якщо організація повстання закінчилась військовою поразкою болгарських революціонерів, то організація його придушення призвела до політичної поразки Османської імперії. Представники великих держав, які зібралися на конференцію в Константинополі, виробили проєкт про утворення двох областей Болгарії зі столицями в містах Тирново і Софії. У них призначалися на п'ять років християнські губернатори. Передбачалося також запровадити обласні народні збори і виборні ради в санджаках, болгарська мова визнавалась офіційною поряд із турецькою. Спроби мирними засобами вирішити конфлікт були зірвані завзятим небажанням османів йти на поступки, і у квітні 1877 року Російська імперія оголосила Османській війну.

## Міжнародна реакція

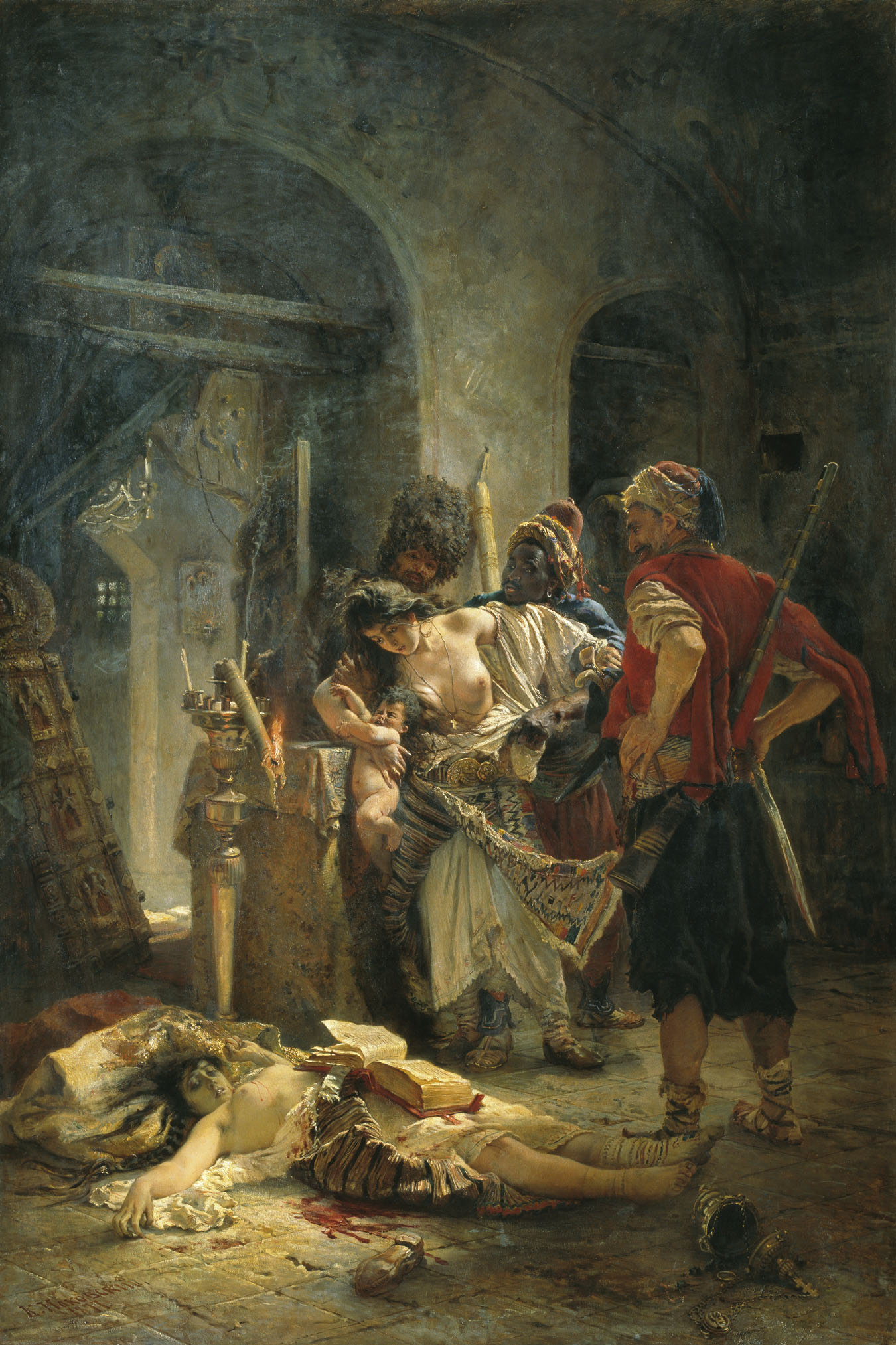
Болгарські мучениці (1877)

Звістки про факти страшної жорстокості, проявленої османськими каральними загонами, викликали хвилю невдоволення у всій Європі, зокрема у Великій Британії, яка хотіла зберегти свій вплив в Османській імперії. Тривалий час уряд Бенджаміна Дізраелі не володів достовірною інформацією. Однак посол Генрі Елліот приховав донесення британських консулів в Русе та Адріанополі, які підтверджували османські злочини в Болгарії.
11 (23) червня 1876 року газета «Дейлі ньюс» опублікувала статтю Едвіна Пірса про те, що, за османськими свідченнями, винищено 18 тисяч болгар, а за свідченнями з болгарських джерел — до 30 тисяч. Інформацію, яку опубліковано в «Дейлі ньюс», передрукували інші газети. З 10 (22) серпня 1876 року «Дейлі ньюс» почала друкувати кореспонденції журналіста Мак-Гахана з місць кривавих подій.
У вересні 1876 року Вільям Гладстон, вражений розповідями про винищення тисяч болгар після придушення Квітневого повстання, опублікував полемічну брошуру під назвою «Болгарські жахіття і „східне питання“». За місяць було продано близько 200 тисяч її примірників. Гладстон спонукав інших впливових діячів того часу виступити на захист болгарської ідеї і сприяв висуненню загальноєвропейських вимог реформ в Османській імперії. Це сприяло затвердженню Болгарії знову як незалежної нації у 1878 році.